# Marlierea
Marlierea é um género botânico pertencente à família Myrtaceae.